# Olympische Sommerspiele 1936/Wasserspringen – Turmspringen Einzel (Frauen)
Das Turmspringen vom 10-Meter-Turm der Frauen bei den Olympischen Spielen 1936 in Berlin wurde am 12. August 1936 im Olympia-Schwimmstadion ausgetragen.
Der Wettbewerb begann um 8:30 Uhr. Gezeigt werden mussten vier Pflichtsprünge vom 5-Meter-Turm und vom 10-Meter-Turm. Die Pflichtsprünge waren ein Kopfsprung vorwärts mit Anlauf (5 Meter), ein Kopfsprung vorwärts aus dem Stand (10 Meter), ein Kopfsprung vorwärts mit Anlauf (10 Meter) und einem Salto rückwärts aus dem Stand (5 Meter).

## Ergebnisse
| Rang | Athletin               | Nation             | Punkte |
| ---- | ---------------------- | ------------------ | ------ |
| 1    | Dorothy Poynton        | Vereinigte Staaten | 33,93  |
| 2    | Velma Dunn             | Vereinigte Staaten | 33,63  |
| 3    | Käthe Köhler           | Deutsches Reich    | 33,43  |
| 4    | Reiko Ōsawa            | Japan              | 32,53  |
| 5    | Cornelia Gilissen      | Vereinigte Staaten | 30,47  |
| 6    | Fusako Kōno            | Japan              | 30,24  |
| 7    | Jean Gilbert           | Großbritannien     | 30,16  |
| 8    | Anne Ehscheidt         | Deutsches Reich    | 29,90  |
| 9    | Ingeborg Sjöqvist      | Schweden           | 29,67  |
| 10   | Ann-Margret Nirling    | Schweden           | 29,20  |
| 11   | Anneliese Kapp         | Deutsches Reich    | 28,66  |
| 12   | Inger Nordbø           | Norwegen           | 28,62  |
| 13   | Tullik Helsing         | Norwegen           | 28,40  |
| 14   | Masayo Ōsawa           | Japan              | 28,10  |
| 15   | Mette Gregaard         | Dänemark           | 27,54  |
| 16   | Therese Rampel         | Österreich         | 27,16  |
| 17   | Gida Andersen          | Dänemark           | 27,08  |
| 18   | Madge Moulton          | Großbritannien     | 26,62  |
| 19   | Lynda Adams            | Kanada             | 26,52  |
| 20   | Cecile Lesprit-Poirier | Frankreich         | 25,56  |
| 21   | Magdalena Staudinger   | Österreich         | 25,04  |
| 22   | Thelma Boughner        | Kanada             | 24,30  |